# Osvaldo Moles
Osvaldo Moles, född 14 mars 1913 i Santos, död 14 maj 1967 i São Paulo, var en journalist och författare och radioprogramledare av italienskt ursprung.
Hans familj flyttade tidigt till São Paulo. Han inledde sin journalistiska karriär på Diário Nacional.
År 1937 deltog han i grundandet av PRG-2 Rádio Tupi i São Paulo och 1941, på inbjudan av Octávio Gabus Mendes, började han arbeta på PRB-9 Rádio Record, där han träffade Adoniran Barbosa. Tillsammans skrev de många sångtexter, till exempel "Tiro ao Álvaro".
Moles begick 1967 självmord, men detta tystades ned av pressen, vilket var vanligt under diktaturens tid. Pressens tystnad bidrog till att hans verk föll i glömska fram till i dag.

## Utmärkelser
- 1950 - Roquette Pinto - Programador / Roquette Pinto - Redator Humorístico
- 1952 - Prêmio Saci de Cinema - Melhor Argumento / Roquette Pinto - Programador Popular
- 1953 - Prêmio Governador do Estado - por Roteiro de "Simão, o caolho"
- 1955 - Roquette Pinto - Programador Geral / Os melhores paulistas de 55 - Manchete RJ, Categoria Rádio.
- 1956 - Roquette Pinto - Programador Geral
- 1957 - Prog. Alegria dos Bairros de J. Rosemberg - 04/08/1957 - Produtor Rádio Record / PRF3-TV Os Melhores da Semana
- 1958 - "Tupiniquim" - Produtor / Dr. Paulo Machado de Carvalho - Associação Paulista de Propaganda - Melhor programa
- 1959 Revista RM Prêmio Octávio Gabus Mendes – Produtor (Rádio) / Grau de Comendador da Honorífica Ordem Acadêmica de São Francisco / "Tupiniquim" - Prod. Rádio / Roquette Pinto - Prog. Hum. Rádio / Diploma de Burro Faculdade São Francisco
- 1960 - Roquette Pinto - Especial
- 1964 - Jubileu de Prata (Associação dos profissionais de imprensa de São Paulo on its 25° anniversary)